# Trung tâm chỉ huy

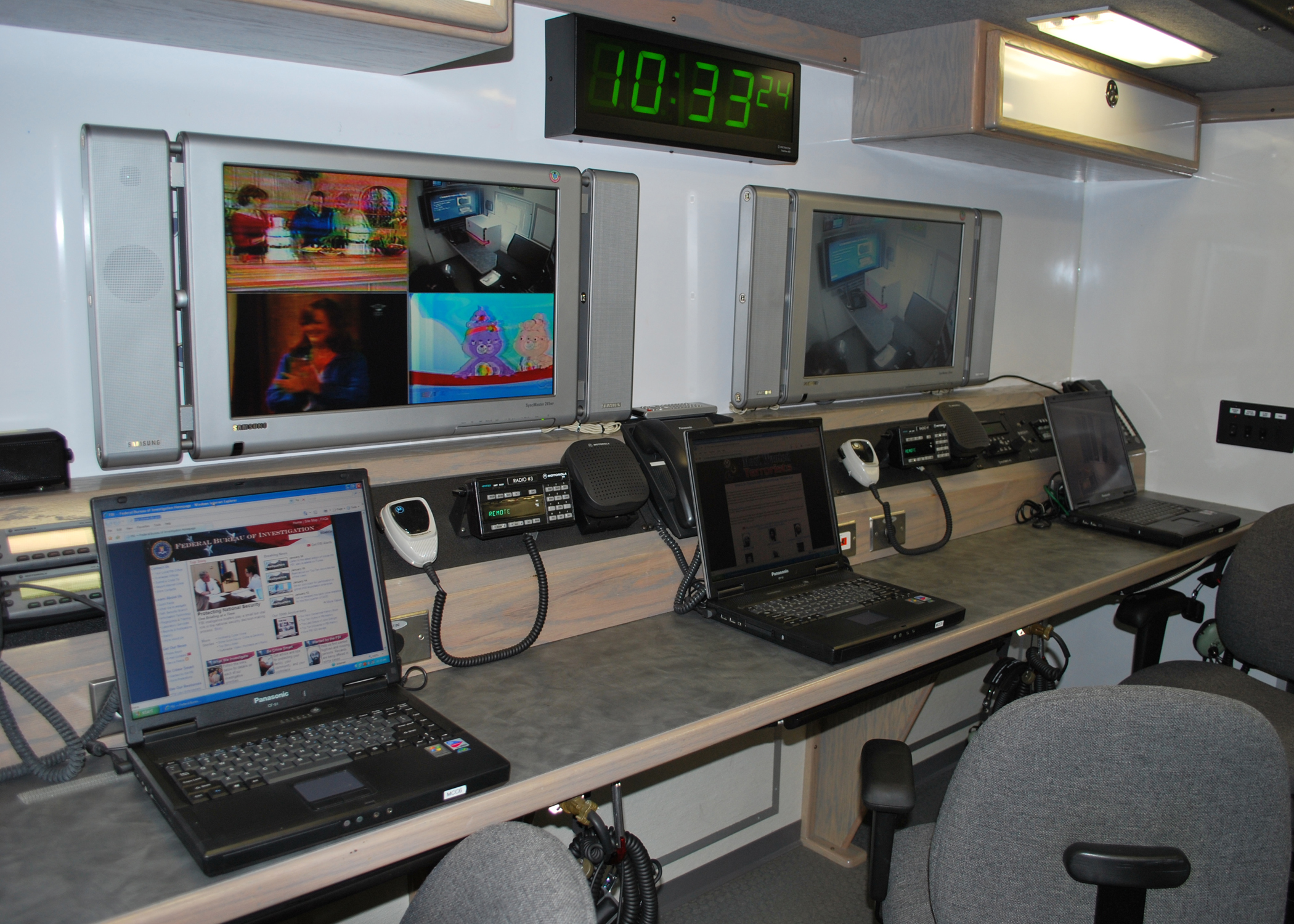
Bên trong một trung tâm chỉ huy

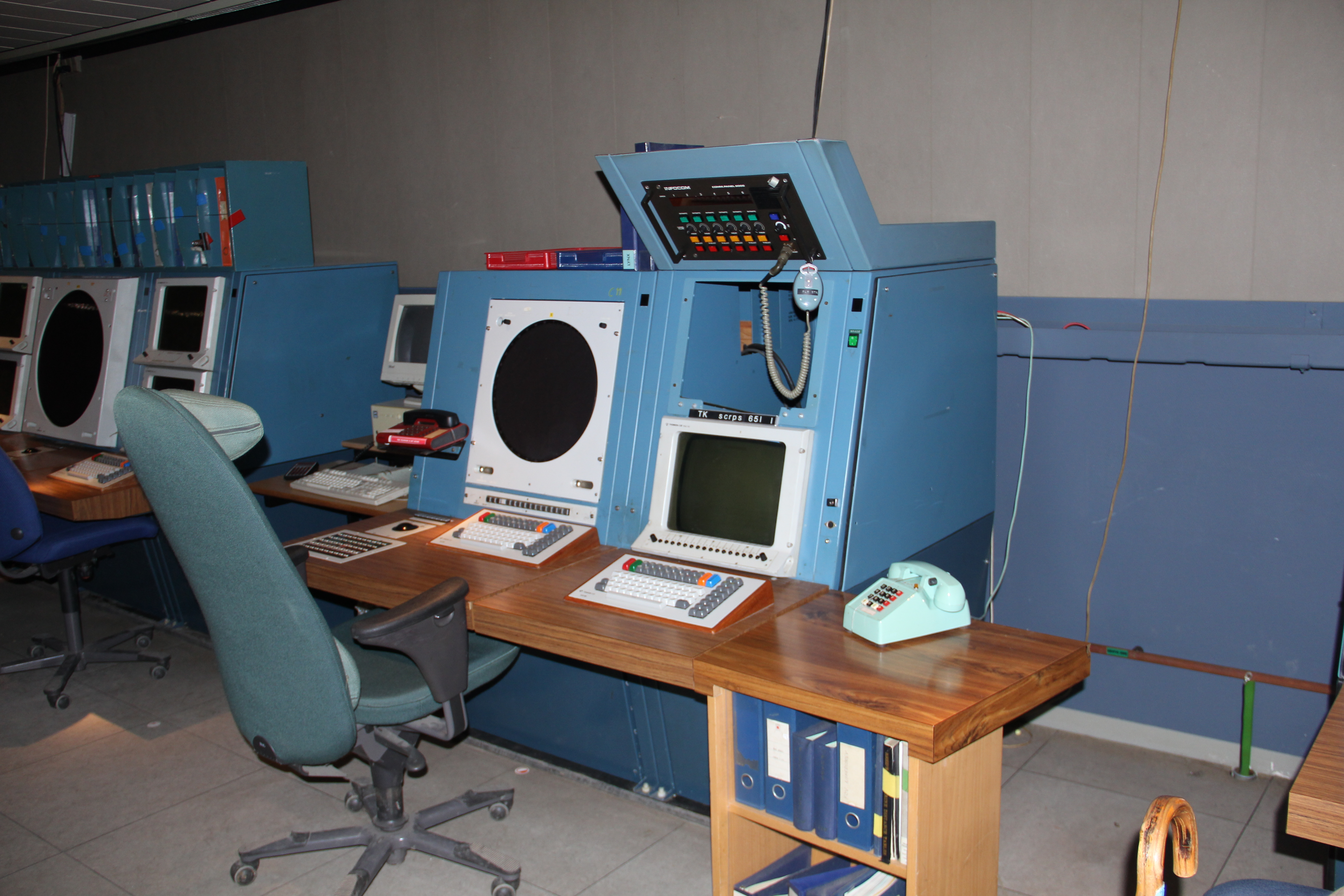
Một thiết bị trong trung tâm chỉ huy ở Đan Mạch

Trung tâm chỉ huy (Command centerthường được gọi là phòng tác chiến) là bất kỳ nơi nào được sử dụng để cung cấp quyền chỉ huy tập trung cho một mục đích nào đó. Mặc dù thường được coi là căn cứ quân sự nhưng chúng có thể được chính phủ hoặc doanh nghiệp sử dụng trong nhiều trường hợp khác. Thuật ngữ "phòng trực chiến" cũng thường được sử dụng trong lĩnh vực chính trị để chỉ các nhóm truyền thông theo dõi và lắng nghe giới truyền thông và công chúng, trả lời các câu hỏi và tổng hợp ý kiến để xác định hướng hành động tốt nhất. Nếu tất cả các chức năng của trung tâm chỉ huy được đặt trong một căn phòng thì phòng này thường được gọi là phòng điều khiển. Tuy nhiên, trong các nhóm quản lý doanh nghiệp, thuật ngữ "phòng tác chiến" vẫn được sử dụng thường xuyên, đặc biệt khi nhóm đang tập trung vào chiến lược và chiến thuật cần thiết để hoàn thành một số mục tiêu mà doanh nghiệp cho là quan trọng. Trung tâm chỉ huy là nơi trung tâm thực hiện các mệnh lệnh và nhiệm vụ giám sát, còn được gọi là trụ sở chính hay đại bản doanh.
Phòng dã chiến trong nhiều trường hợp khác với trung tâm chỉ huy vì một phòng có thể được thành lập để đối phó với một cuộc khủng hoảng cụ thể, chẳng hạn như phương tiện truyền thông gặp sự cố bất lợi bất ngờ và phòng tác chiến được triệu tập để suy nghĩ, tìm ra cách đối phó với nó. Một tập đoàn lớn có thể có nhiều phòng tác tranh để giải quyết các mục tiêu hoặc khủng hoảng khác nhau. Trung tâm chỉ huy cho phép một tổ chức hoạt động như được thiết kế, sắp đặt thực hiện các hoạt động hàng ngày bất kể điều gì đang xảy ra xung quanh nó, theo cách mà không ai nhận ra nó ở đó nhưng mọi người đều biết ai chịu trách nhiệm khi có rắc rối. Về mặt khái niệm, trung tâm chỉ huy là nguồn lãnh đạo và hướng dẫn để đảm bảo rằng dịch vụ và trật tự được duy trì, chứ không phải là trung tâm thông tin hoặc bàn trợ giúp/phòng hướng dẫn. Nhiệm vụ của nó đạt được bằng cách giám sát môi trường và phản ứng với các sự kiện, từ tương đối vô hại đến khủng hoảng lớn, sử dụng các quy trình được xác định trước.

## Phân loại

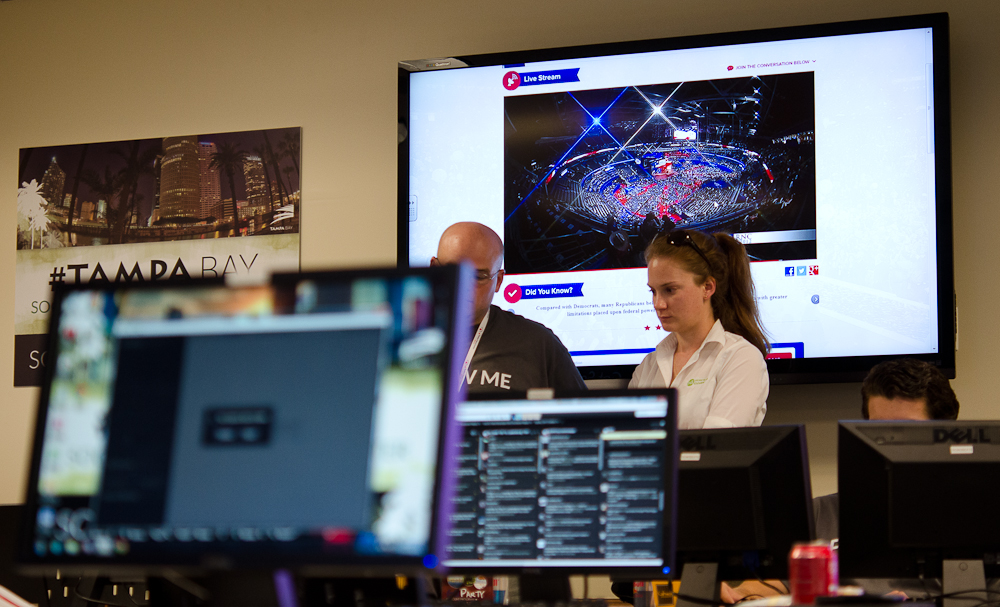
Một trung tâm chỉ huy mạng xã hội ở Tampa Bay

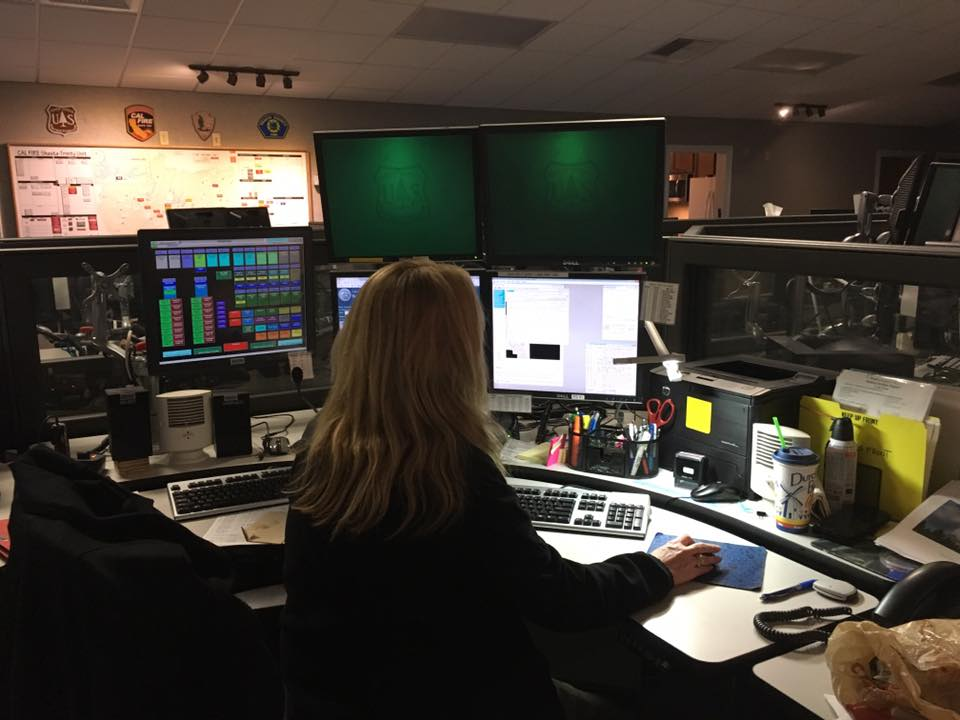
Một nhân viên trong trung tâm chỉ huy

Có nhiều loại Trung tâm chỉ huy, chúng bao gồm:
- Quản lý Trung tâm dữ liệu: Đảm nhiệm việc giám sát việc quản lý tập trung và kiểm soát vận hành đối với các hệ thống máy tính thiết yếu đối với hầu hết các doanh nghiệp, thường được đặt trong các trung tâm dữ liệu và phòng máy tính lớn.
- Quản lý ứng dụng doanh nghiệp: Đảm bảo các ứng dụng quan trọng đối với khách hàng và doanh nghiệp luôn sẵn có và hoạt động như thiết kế.
- Quản lý dân sự: Đảm nhiệm việc giám sát việc quản lý trung tâm và kiểm soát các chức năng hoạt động dân sự. Nhân viên tại các trung tâm đó giám sát môi trường đô thị để đảm bảo an toàn cho người dân và vận hành đúng cách các dịch vụ quan trọng của chính quyền, điều chỉnh các dịch vụ theo yêu cầu và đảm bảo sự di chuyển liên tục phù hợp.
- Quản lý khẩn cấp và khủng hoảng: Ra mệnh lệnh chỉ đạo nhân lực, nguồn lực, thông tin và kiểm soát các sự kiện để ngăn chặn khủng hoảng/khẩn cấp và giảm thiểu/tránh tác động nếu xảy ra sự cố.

Các dạng trung tâm chỉ huy:
- Trung tâm chỉ huy (CC hoặc ICC)
  - Trung tâm dữ liệu, hệ thống máy tính, quản lý sự cố, ứng phó sự cố
- Trung tâm điều hành mạng (NOC)
  - Thiết bị và hoạt động mạng
- Trung tâm điều hành chiến thuật (TOC)
  - Hoạt động quân sự
  - Cảnh sát và tình báo
- Trung tâm điều hành an ninh (SOC)
  - Cơ quan an ninh
  - Cơ quan chính phủ
  - Quản lý giao thông
  - CCTV
- Trung tâm điều hành khẩn cấp (EOC)
  - Các dịch vụ khẩn cấp
- Trung tâm điều hành kết hợp (COS)
  - Kiểm soát không lưu
  - Dầu khí
  - Phòng điều khiển
  - Phát tin
- Âm thanh hình ảnh (AV)
  - Mô phỏng và đào tạo
- Trung tâm chỉ huy truyền thông xã hội
  - Giám sát, đăng tải và phản hồi trên các trang truyền thông xã hội

## Ở doanh nghiệp
Trung tâm chỉ huy cho phép hiển thị và quản lý toàn bộ hoạt động dịch vụ theo thời gian thực. Tương tự như trung tâm kiểm soát không lưu, trung tâm chỉ huy cho phép các tổ chức xem trạng thái của các cuộc gọi và dịch vụ liên lạc toàn cầu, theo dõi các kỹ thuật viên dịch vụ và bộ phận dịch vụ trên một màn hình. Ngoài ra, các cam kết với khách hàng hoặc thỏa thuận cấp độ dịch vụ (SLA) đã được thực hiện cũng có thể được lập trình vào trung tâm chỉ huy và được giám sát để đảm bảo tất cả đều được đáp ứng và khách hàng hài lòng. Trung tâm chỉ huy rất phù hợp cho các ngành mà việc điều phối dịch vụ tại hiện trường (con người, thiết bị, bộ phận và công cụ) là rất quan trọng. Phòng tác chiến cũng có thể được sử dụng để xác định chiến lược kinh doanh hoặc thúc đẩy các nỗ lực kinh doanh thông minh. Như:
- Trung tâm chỉ huy bảo mật của Intel
- Trung tâm chỉ huy doanh nghiệp của Dell
- Trung tâm chỉ huy tàu con thoi và ISS của NASA tại Houston

## Văn hóa đại chúng
Những cảnh trong phòng chỉ huy ở Trung tâm chỉ huy chuyên xử lý các tình huống khủng hoảng được xuất hiện thường xuyên trong tiểu thuyết ly kỳ và phim hành động. Ngoài ra, một số phim tài liệu đã được quay với các cảnh trong bối cảnh phòng điều khiển của Trung tâm chỉ huy ngoài đời thực.
- Fail-Safe - một bộ phim kinh dị về Chiến tranh Lạnh năm 1964 do Sidney Lumet đạo diễn, dựa trên cuốn tiểu thuyết cùng tên năm 1962 của Eugene Burdick và Harvey Wheeler miêu tả một câu chuyện hư cấu về cuộc khủng hoảng hạt nhân trong Chiến tranh Lạnh.
- The Prisoner - bộ phim truyền hình dài tập của Anh năm 1967 (17 tập), kể về một cựu điệp viên bí mật người Anh bị bắt cóc và giam giữ làm tù nhân tại một khu nghỉ dưỡng bí ẩn ở một ngôi làng ven biển, nơi những kẻ bắt giữ anh cố gắng tìm hiểu lý do tại sao anh đột ngột xin nghỉ việc.
- The Take of Pelham One Two Three (1974) - một bộ phim kinh dị Mỹ năm 1974 do Joseph Sargent đạo diễn và Edgar J. Scherick sản xuất, và có sự tham gia của Walter Matthau, Robert Shaw, Martin Balsam và Héctor Elizondo. Peter Stone chuyển thể kịch bản từ cuốn tiểu thuyết cùng tên năm 1973 của Morton Freedgood (dưới bút danh John Godey) kể về một nhóm tội phạm bắt những hành khách trên một chiếc xe Tàu điện ngầm Thành phố New York đông đúc làm con tin để đòi tiền chuộc.
- Hội chứng Trung Quốc - một bộ phim kinh dị của Mỹ năm 1979 kể về câu chuyện của một phóng viên truyền hình và người quay phim của cô ấy phát hiện ra những che đậy an toàn tại nhà máy điện hạt nhân. Phim có sự tham gia của Jane Fonda, Jack Lemmon và Michael Douglas, cùng với Douglas cũng là nhà sản xuất của bộ phim này.
- GoldenEye - phim điệp viên năm 1995 và thứ 17 trong loạt phim James Bond, có 2 phòng điều khiển trong Trung tâm chỉ huy được sử dụng cho Chỉ huy và điều khiển của một vũ khí dựa trên một vệ tinh hư cấu, nguyên bản gốc phòng điều khiển trung tâm chỉ huy này thuộc Liên Xô và một bản sao được Tổ chức tội phạm Janus chế tạo, đây những kẻ đã chiếm hữu vệ tinh vì mục đích bất chính.
- Minority Report - một bộ phim kinh dị khoa học viễn tưởng neo-noir của Mỹ năm 2002 do Steven Spielberg đạo diễn, và dựa trên truyện ngắn của cùng tên của Philip K. Dick. Phim lấy bối cảnh chủ yếu ở Washington DC và Bắc Virginia vào năm 2054, nơi "PreCrime", một Sở cảnh sát chuyên trách, bắt giữ tội phạm dựa trên kiến thức biết trước do ba nhà ngoại cảm được gọi là "Precogs" cung cấp.
- Phòng điều khiển - phim tài liệu năm 2004 về Al Jazeera và mối quan hệ của nó với Bộ Tư lệnh Trung ương Hoa Kỳ (CENTCOM), cũng như các tổ chức tin tức khác đưa tin về cuộc xâm lược Iraq của Mỹ năm 2003.